# Elephantulus fuscipes
Elephantulus fuscipes là một loài động vật có vú trong họ Macroscelididae, bộ Macroscelidea. Loài này được Thomas mô tả năm 1894.